# Elección al Senado de los Estados Unidos en Michigan de 2020
La Elección al Senado de los Estados Unidos en Michigan de 2020 se llevaron a cabo el 3 de noviembre de 2020 para elegir a un miembro del Senado de los Estados Unidos para representar a Michigan. Se llevó a cabo al mismo tiempo que las elecciones presidenciales de los Estados Unidos de 2020, así como otras elecciones al Senado de los Estados Unidos en otros estados, elecciones a la Cámara de Representantes de los Estados Unidos y varias elecciones estatales y locales.
Peters ganó la reelección para un segundo mandato, aunque por un margen más cercano al esperado. James, quién superó a Trump en la misma votación, inicialmente se negó a ceder, afirmando en un comunicado publicado en el sitio web de su campaña dos días después de las elecciones que lo habían "engañado" para que no ganara las elecciones. La declaración alegaba que había "profunda preocupación de que millones de ciudadanos de Michigan pudieran haber sido privados de sus derechos por unos pocos deshonestos que engañan". El 24 de noviembre, James concedió la contienda, exactamente tres semanas después del día de las elecciones.

## Elección general

### Predicciones
| Fuente                | Clasificación   | As of                  |
| --------------------- | --------------- | ---------------------- |
| Cook Political Report | Pequeña ventaja | 29 de octubre de 2020  |
| Inside Elections      | Pequeña ventaja | 28 de octubre de 2020  |
| Sabato's Crystal Ball | Pequeña ventaja | 2 de noviembre de 2020 |
| 270toWin              | Pequeña ventaja | 2 de noviembre de 2020 |
| Político              | Pequeña ventaja | 2 de noviembre de 2020 |

### Encuestas
Resumen gráfico 

### Resultados
| Elección al Senado de los Estados Unidos en Michigan de 2020 | Elección al Senado de los Estados Unidos en Michigan de 2020 | Elección al Senado de los Estados Unidos en Michigan de 2020 | Elección al Senado de los Estados Unidos en Michigan de 2020 | Elección al Senado de los Estados Unidos en Michigan de 2020 | Elección al Senado de los Estados Unidos en Michigan de 2020 |
| Partido                                                      | Partido                                                      | Candidato/a                                                  | Votos                                                        | %                                                            |                                                              |
| ------------------------------------------------------------ | ------------------------------------------------------------ | ------------------------------------------------------------ | ------------------------------------------------------------ | ------------------------------------------------------------ | ------------------------------------------------------------ |
|                                                              | Demócrata                                                    | Gary Peters (titular)                                        | 2,734,568                                                    | 49.90%                                                       |                                                              |
|                                                              | Republicano                                                  | John James                                                   | 2,642,233                                                    | 48.22%                                                       |                                                              |
|                                                              | Verde                                                        | Marcia Squier                                                | 39,217                                                       | 0.72%                                                        |                                                              |
| Total                                                        | Total                                                        | Total                                                        | 5,479,720                                                    | 100.0%                                                       |                                                              |
| Margen de victoria                                           | Margen de victoria                                           | Margen de victoria                                           | 92,335                                                       | 1.68%                                                        |                                                              |
|                                                              | Control Demócrata                                            |                                                              |                                                              |                                                              |                                                              |